# Russell Banks
Russell Banks (Newton, 28 marzo 1940 – Saratoga Springs, 7 gennaio 2023) è stato uno scrittore e poeta statunitense.
È stato presidente dell'International Parliament of Writers (parlamento internazionale degli scrittori) e membro della American Academy of Arts and Letters. Le sue opere sono state tradotte in venti lingue (tra cui l'italiano) e hanno ricevuto numerosi premi internazionali.

## Biografia
Russell Earl Banks era nato a Newton, Massachusetts, nel marzo 1940, ed era cresciuto a Barnstead, nel New Hampshire, "in relativa povertà". Era il figlio di Florence (nata Taylor), una casalinga, e Earl Banks, un idraulico, che aveva abbandonato la famiglia quando Banks aveva 12 anni. Mentre era in attesa di una borsa di studio per frequentare la Colgate University girò per sei settimane nel sud del paese. Pensò di entrare a far parte dell'esercito ribelle di Fidel Castro a Cuba, ma finì per lavorare in un grande magazzino a Lakeland, in Florida. E si sposò anche con una commessa.
Secondo un'intervista con The Independent, aveva iniziato a scrivere quando viveva a Miami alla fine degli anni '50, anche se in un'intervista con The Paris Review fa risalire questo periodo a quello successivo di quando Banks viveva a Boston. Tornò nel New England nel 1964 e poi in Carolina del Nord, dove frequentò l'Università del North Carolina a Chapel Hill grazie al finanziamento della famiglia della sua seconda moglie, Mary Gunst. A Chapel Hill, Banks fu coinvolto nei movimenti studenteschi per una società democratica e per i diritti civili.
Banks ha ricevuto nel 1985 il Premio John Dos Passos per la narrativa. Continental Drift e Cloudsplitter sono stati finalisti rispettivamente per il Premio Pulitzer per la narrativa nel 1986 e nel 1999. Banks è stato eletto Fellow dell'American Academy of Arts and Sciences nel 1996.
Nella cultura popolare, Banks è stato brevemente menzionato nel saggio di storia del filosofo Richard Rorty del 1996 "Fraternity Reigns" sul New York Times Magazine per aver scritto il libro di fantasia Trampling the Vineyards, descritto come "samizdat", nel 2021.
Banks, che viveva tra New York e Miami, è stato autore dello Stato di New York per il periodo 2004-2006. È stato anche Artist-in-Residence presso l'Università del Maryland e ha insegnato scrittura creativa alla Princeton University.
Banks è morto di cancro nella sua casa di Saratoga Springs, New York, il 7 gennaio 2023, all'età di 82 anni.

## Opere
Tra le sue opere più importanti figurano i romanzi La deriva dei continenti (Continental Drift), La legge di Bone (Rule of the Bone), Cloudsplitter, Il dolce domani (The Sweet Hereafter) e Tormenta (Affliction). Gli ultimi due romanzi sono stati alla base di film, rispettivamente diretti da Atom Egoyan e Paul Schrader. Ha anche scritto racconti, alcuni dei quali sono raccolti nell'antologia The Angel on the Roof, e anche poesie.
Molti dei suoi lavori riflettono le sue origini in una famiglia operaia del New England. Le sue storie raccontano spesso di gente travolta da tragedie e rovesci della vita quotidiana. I suoi personaggi esprimono tristezza e dubbio, ma mostrano resistenza e forza nell'affrontare le proprie difficoltà.
Banks ha anche scritto una sceneggiatura basata sul romanzo Sulla strada di Jack Kerouac per Francis Ford Coppola, la cui produzione sarebbe dovuta iniziare nel 2006.

## Vita privata
Ha sposato Darlene Bennett, che lavorava come commessa; hanno avuto una figlia e in seguito hanno divorziato. Si è poi sposato con Mary Gunst, divorziano nel 1977 dopo 14 anni di matrimonio. Avevano tre figlie. Nel 1982 il terzo matrimonio con Kathy Walton, editrice di Harper & Row. Si lasciarono nel 1988. L'anno successivo sposò la poetessa Chase Twichell.

## Opere

### Romanzi
- Searching for Survivors (1975)
- Family Life (1975)
- Hamilton Stark (1978)
- The Book of Jamaica (1980)
- The Relation of My Imprisonment (1983)
- La deriva dei continenti (Continental Drift) (1985) - edizione italiana: Einaudi, 2013
- Tormenta (Affliction) (1989) - Einaudi, 1995
- Il dolce domani (The Sweet Hereafter) (1991) - Einaudi, 1997
- La legge di Bone (Rule of the Bone) (1995) - Einaudi, 1996
- Cloudsplitter (1998)
- The Darling (2004)
- The Reserve (2008)
- La memoria perduta della pelle (Lost Memory of Skin) (2011) - Dalai, 2012
- I tradimenti (Foregone) (2021) - Einaudi, 2022
- La terra della magia (The Magic Kingdom) (2022) - Einaudi, 2023

### Raccolte di racconti
- The New World (1978)
- Trailerpark (1981)
- Success Stories (1986)
- L'angelo sul tetto (The Angel on the Roof) (2000) - Einaudi, 2005 (l'edizione italiana contiene solo otto dei trentadue racconti dell'edizione originale)

### Poesie
- Waiting To Freeze (1969)
- Snow (1974)

### Saggistica
- Invisible Stranger (1998)
- Dreaming Up America (2008)

## Premi e riconoscimenti
- American Book Awards: 1981 vincitore con The Book of Jamaica[17]
- Premio Dos Passos: 1985[18]